# Mandy Loorij
Mandy Loorij (1976) is een voormalig Nederlands korfbalster. Ze is meervoudig Nederlands kampioen geworden met KV Die Haghe. Ook speelde ze voor het Nederlands korfbalteam waarmee ze meerdere keren goud won op internationale toernooien. Ze is getrouwd met medekorfballer Tim Abbenhuis. In 1998 werd Loorij verkozen tot Korfbalster van het Jaar.

## Begin van Carrière
Loorij begint met korfbal bij PAMS. In 1990 fuseert deze club met VES en nemen samen een andere clubnaam aan ; KV Futura.
In 1991 debuteert Loorij op 16-jarige leeftijd in het eerste team van Futura wat in de Overgangsklasse speelt. Ze speelt tot en met 1997 bij deze club.

## Die Haghe
In 1997 verruilde ze van club. Ze ging spelen bij het grotere Die Haghe waar ook haar partner Tim Abbenhuis in het eerste speelde.
In deze periode waren de ambities van Die Haghe groot en Loorij kwam terecht in een talentvolle ploeg met onder andere Jonni Abbenhuis en Kees Slingerland.
In haar eerste seizoen won ze meteen de prijs van Beste Korfballer en stond ze met Die Haghe in de eerste zaalfinale in de clubhistorie. In de finale speelde Die Haghe tegen PKC, wat op zich al een beladen finale was. Op het moment dat Loorij bij Die Haghe kwam, vertrok Mady Tims met ruzie juist van Die Haghe naar PKC. Alle ogen van de 1998 finale waren dan ook gericht op Tims en hoe zij zou presteren tegen haar oude ploeg. Die Haghe kwam niet goed in hun spel en ze verloren de finale met 19-14.
In 1998 kreeg Die Haghe een nieuwe coach, namelijk Hans Leeuwenhoek en ook kreeg de spelersploeg versterking van Rob Middelhoek.
De versterking leidde tot groot succes, want Die Haghe won in 2000 en 2002 zowel de zaal- als veldfinales van dat jaar.
Nadat ze in 2002 voor de tweede keer de dubbel had gewonnen (zowel veld- als zaaltitel) stopte Loorij met korfbal op het hoogste niveau.

## Erelijst
- Nederlands zaalkampioen, 2x (2000 en 2002)
- Nederlands veldkampioen, 2x (2000 en 2002)
- Europacup kampioen, 1x (2001)
- Beste Korfbalster van het Jaar, 2x (1998, 2000)

## Oranje
Loorij speelde 31 officiële interlands namens het Nederlands korfbalteam. Van deze interlands speelde ze er 5 op het veld en 26 in de zaal.
Ze won goud op de volgende toernooien:
- World Games 1997
- EK 1998
- WK 1999
- World Games 2001

## Na topkorfbal
Loorij stopte in 2002 met topkorfbal. Hierna is ze nog wel jeugdcoach geworden bij KV Die Haghe.